# Helmut Coing
Helmut Coing (* 28. Februar 1912 in Celle; † 15. August 2000 in Kronberg im Taunus) war ein bedeutender deutscher Rechtswissenschaftler und Universitätsprofessor in Frankfurt am Main sowie lange Jahre Kanzler des Ordens Pour le Mérite für Wissenschaften und Künste. Schwerpunkte seiner Arbeit waren die europäische Privatrechtsgeschichte vor allem des Mittelalters, die Rechtsgeschichte in Deutschland und die Rechtsphilosophie.

## Leben und Wirken
Helmut Coing entstammte einer hugenottischen Beamtenfamilie. Nach seinem Abitur am Ratsgymnasium in Hannover studierte er Rechtswissenschaften an den Universitäten Kiel, München, Göttingen und Lille (Frankreich). 1935 wurde er in Göttingen zum Dr. jur. promoviert. Er wechselte danach an die Universität Frankfurt am Main, wo er sich 1938 bei Erich Genzmer habilitierte. Im August 1939 wurde der Reserveoffizier Coing zur deutschen Wehrmacht eingezogen. Zuletzt war er Hauptmann der Reserve und Divisionsadjutant. 1941 wurde Coing Professor für Römisches und Bürgerliches Recht an der Universität Frankfurt am Main. Er blieb während der Zeit des Nationalsozialismus unbelastet und wurde nach seiner Rückkehr aus der Kriegsgefangenschaft im Jahre 1948 zum Ordinarius für Bürgerliches und Römisches Recht an die wiedererrichtete Universität Frankfurt am Main berufen. Zeitweise unterrichtete Coing auch Rechtsphilosophie.
Als Rektor der Universität Frankfurt am Main für die Akademischen Jahre 1955/56 und 1956/57 hatte Coing erstmals organisatorisch operative Aufgaben im Wissenschaftsbetrieb übernommen und wurde 1956–1957 Vorsitzender der Westdeutschen Rektorenkonferenz und nach seiner Ablösung als Universitätsrektor Vorsitzender des Wissenschaftsrates (1958–1960). 1964 war Coing Gründungsdirektor des Max-Planck-Instituts für europäische Rechtsgeschichte und blieb bis zu seiner Emeritierung im Februar 1980 dessen Direktor. 1968 wurde er sowohl zum korrespondierenden Mitglied der Akademie der Wissenschaften zu Göttingen als auch der Bayerischen Akademie der Wissenschaften gewählt. 1972 wurde er korrespondierendes Mitglied der British Academy. Von 1970 bis 1973 war er Vorsitzender der Geisteswissenschaftlichen Sektion der Max-Planck-Gesellschaft sowie ebendort von 1970 bis 1972 auch Leiter der Satzungskommission sowie schließlich 1978 bis 1984 Vizepräsident der Max-Planck-Gesellschaft. 1984 wurde Coing, der bereits 1973 in den Orden Pour le Mérite für Wissenschaft und Künste aufgenommen worden war, zum Kanzler des Ordens gewählt. Er hatte dieses Amt bis 1992 inne.
Coing ist aufgrund seiner Forschungen ein vielfach geehrter Wissenschaftler. Ihm wurde 1958 die Goethe-Plakette der Stadt Frankfurt am Main verliehen. Im Jahr 1966 wurde er Offizier der französischen Ehrenlegion. Im Jahr 1973 wurde er Mitglied des Ordens Pour le Mérite für Wissenschaft und Künste. Ein Jahr später wurde ihm das Große Verdienstkreuz mit Stern der Bundesrepublik Deutschland verliehen. Im Jahr 1990 erhielt er das Komturkreuz des Verdienstordens der Republik Italien und im selben Jahr das Große Bundesverdienstkreuz mit Stern und Schulterband sowie den Hessischen Verdienstorden. Ihm wurde Ehrendoktorate von den Universitäten Lyon (1959), Montpellier (1959), Wien (1965), Aberdeen (1968), Brüssel (1975) und Uppsala (1977) verliehen.
Im Jahre 2008 verleiht das Max-Planck-Institut für europäische Rechtsgeschichte in Frankfurt am Main erstmals den Helmut-Coing-Preis. Der Preis soll Nachwuchswissenschaftlern die Möglichkeit eröffnen, zum Abschluss einer Dissertation oder Habilitation, die ein Gebiet aus der Europäischen Rechtsgeschichte behandelt, für 4 bis 5 Monate im Institut zu arbeiten. Das Stipendium wird alle drei Jahre weltweit ausgeschrieben.
Ein Weg auf dem Campus Westend wurde nach ihm benannt.

## Schriften (Auswahl)
- Die Frankfurter Reformation von 1578 und das Gemeine Recht ihrer Zeit. Frankfurt am Main 1935 (Dissertation) Digitalisat im Repertorium digitaler Rechtsquellen.
- Die Rezeption des römischen Rechts in Frankfurt am Main. Ein Beitrag zur Rezeptionsgeschichte, Frankfurt am Main 1939, 2. Auflage 1962 (Habilitation).
- Die obersten Grundsätze des Rechts, Schneider, Heidelberg 1947.
- Grundzüge der Rechtsphilosophie, de Gruyter, Berlin 1950, 4. Auflage 1985; 5. Auflage 1993.
- Erbrecht, Hrsg. zusammen mit Theodor Kipp, Mohr, Tübingen 1953, 13. Auflage 1978; ab 14. Auflage unter der Bezeichnung Kipp-Coing: Erbrecht, 1990.
- Römisches Recht in Deutschland, Giuffré, Mediolani 1964.
- Epochen der Rechtsgeschichte in Deutschland, München 1967, 2. Aufl. 1976.
- Die ursprüngliche Einheit der europäischen Rechtswissenschaft, Steiner, Wiesbaden 1968.
- Die Treuhand kraft privaten Rechtsgeschäfts, Beck, München 1973.
- Europäisches Privatrecht, Bd. 1: Älteres Gemeines Recht (1500–1800), München 1985.
- Europäisches Privatrecht 1800–1914, Bd. 2. München 1989.
- Hrsg.: Handbuch der Quellen und Literatur der neueren europäischen Privatrechtsgeschichte, Frankfurt am Main 1973 ff.
- Gesammelte Aufsätze zu Rechtsgeschichte, Rechtsphilosophie und Zivilrecht 1947–1975, 2 Bände, hrsg. von Dieter Simon, Frankfurt am Main 1982.
- Für Wissenschaften und Künste. Lebensbericht eines europäischen Rechtsgelehrten, hrsg., kommentiert und mit einem Nachwort von Michael F. Feldkamp. Duncker & Humblot, Berlin 2014, ISBN 978-3-428-14253-8.